# Union centrale des dèmes de Grèce
 (septembre 2024).
L'Union centrale des dèmes de Grèce (KEDE), en grec moderne : Κεντρική Ένωση Δήμων Ελλάδας / Kendríki Énosi Dímon Elládas (ΚΕΔΕ) est, jusqu'en 2011, date à laquelle les communautés ont existé en tant qu'institution autonome distincte, une organisation à but non lucratif, basée à Athènes, en Grèce.
Elle est fondée le 3 novembre 1927 sur la base des décisions du premier congrès des maires de Grèce, auquel quarante-deux maires ont participé. Ce congrès a duré du 30 octobre au 3 novembre. Son but est la coopération des municipalités, la formation des élus et la promotion des intérêts des municipalités. Elle est supervisée par la Société hellénique pour le développement local et le gouvernement local et l'Institut du gouvernement local.